# Anthaxia hatchi
Anthaxia hatchi är en skalbaggsart som beskrevs av Barr 1971. Anthaxia hatchi ingår i släktet Anthaxia och familjen praktbaggar. Inga underarter finns listade i Catalogue of Life.